# Шольц, Гельмут (офицер СС)
Гельмут Шольц (нем. Helmut Scholz; 1 июля 1920, Гродкув, Восточная Пруссия — 12 ноября 1997, Донаувёрт, Бавария) — гауптштурмфюрер СС, кавалер Рыцарского креста Железного креста с Дубовыми листьями.

## Карьера
1 декабря 1937 года поступил в 3-й штурмбанн штандарта СС «Германия» (№ 476155), а в 1938 перевёлся в штандарт СС «Фюрер». К 1939 году окончил юнкерское училище в Брауншвейге. Участвовал во Французской кампании, а к концу 1940 служил в 1-й роте полка СС «Германия» дивизии СС «Викинг»
С 1942 года командир взвода 3-го батальона полка СС «Нордланд». Летом 1943 переведён в 49-й добровольческий моторизованный полк СС «Де Рюйтер» бригады СС «Недерланд», где стал командиром 7-й роты. Отличился в боях под Нарвой, за что 4 июня 1944 года удостоен Рыцарского креста Железного креста.
В августе 1944 назначен командиром 2-го батальона своего полка.
21 сентября 1944 получил Дубовые листья к Рыцарскому кресту Железного креста. К 1945 году адъютант 48-го добровольческого моторизованного полка СС «Генерал Зейффардт».

## Награды
- Железный крест 2-го класса
- Железный крест 1-го класса
- Восточная медаль
- Нагрудный знак За ранение в серебре
- Немецкий крест в золоте
- Рыцарский крест (4 июня 1944)
  - с Дубовыми листьями (21 сентября 1944)